# Brandon Borrello
Brandon Borrello (Adelaide, 1995. július 25. –) ausztrál válogatott labdarúgó, a Western Sydney Wanderers csatárja.

## Pályafutása

### Klubcsapatokban
Borrello az ausztráliai Adelaide városában született. Az ifjúsági pályafutását a Brisbane Roar akadémiájánál kezdte.
2014-ben mutatkozott be az Adelaide United első osztályban szereplő felnőtt keretében. 2017-ben a német Kaiserslautern, majd 2018-ban az első osztályban érdekelt Freiburg szerződtette. A 2020–21-es szezonban a Fortuna Düsseldorf csapatát erősítette kölcsönben. 2021-ben a Dynamo Dresdenhez igazolt. 2022. július 26-án kétéves szerződést kötött a Western Sydney Wanderers együttesével. Először a 2022. október 9-ei, Perth Glory ellen 1–0-ra megnyert mérkőzésen lépett pályára. Első gólját 2022. október 28-án, a Newcastle Jets ellen hazai pályán 2–0-ás győzelemmel zárult találkozón szerezte meg.

### A válogatottban
Borrello az U20-as és az U23-as korosztályú válogatottakban is képviselte Ausztráliát.
2019-ben debütált a felnőtt válogatottban. Először a 2019. június 7-ei, Dél-Korea ellen 1–0-ra elvesztett mérkőzés 70. percében, Awer Mabilt váltva lépett pályára.

## Statisztikák
2023. augusztus 29. szerint
| Klub                            | Szezon   | Osztály       | Bajnokság | Bajnokság | Kupa  | Kupa | Nemzetközi | Nemzetközi | Összesen | Összesen |
| Klub                            | Szezon   | Osztály       | Meccs     | Gól       | Meccs | Gól  | Meccs      | Gól        | Meccs    | Gól      |
| ------------------------------- | -------- | ------------- | --------- | --------- | ----- | ---- | ---------- | ---------- | -------- | -------- |
| Brisbane Roar                   | 2013–14  | A-League      | 6         | 0         | 0     | 0    | —          | —          | 6        | 0        |
| Brisbane Roar                   | 2014–15  | A-League      | 22        | 4         | 0     | 0    | 6          | 2          | 28       | 6        |
| Brisbane Roar                   | 2015–16  | A-League      | 22        | 5         | 0     | 0    | —          | —          | 22       | 5        |
| Brisbane Roar                   | 2016–17  | A-League      | 25        | 4         | 0     | 0    | 7          | 5          | 32       | 9        |
| Brisbane Roar                   | Összesen | Összesen      | 75        | 13        | 0     | 0    | 13         | 7          | 87       | 20       |
| Kaiserslautern                  | 2017–18  | 2. Bundesliga | 19        | 3         | 1     | 0    | —          | —          | 20       | 3        |
| Freiburg                        | 2019–20  | Bundesliga    | 7         | 0         | 1     | 0    | —          | —          | 8        | 0        |
| Fortuna Düsseldorf (kölcsönben) | 2020–21  | 2. Bundesliga | 22        | 1         | 1     | 0    | —          | —          | 23       | 1        |
| Dynamo Dresden                  | 2021–22  | 2. Bundesliga | 17        | 0         | 1     | 0    | —          | —          | 18       | 0        |
| Western Sydney Wanderers        | 2022–23  | A-League      | 27        | 13        | 0     | 0    | —          | —          | 27       | 13       |
| Western Sydney Wanderers        | 2023–24  | A-League      | 0         | 0         | 2     | 3    | —          | —          | 2        | 3        |
| Western Sydney Wanderers        | Összesen | Összesen      | 27        | 13        | 2     | 3    | 0          | 0          | 29       | 16       |
| Összesen                        | Összesen | Összesen      | 167       | 30        | 6     | 3    | 13         | 7          | 186      | 40       |

### A válogatottban
| Válogatott | Év       | Pályára lépés | Gól |
| ---------- | -------- | ------------- | --- |
| Ausztrália | 2019     | 3             | 0   |
| Ausztrália | 2021     | 1             | 0   |
| Ausztrália | 2023     | 3             | 1   |
| Összesen   | Összesen | 7             | 1   |

#### Góljai a válogatottban
| # | Időpont           | Helyszín                              | Ellenfél | Gólok | Eredmény | Kiírás              |
| - | ----------------- | ------------------------------------- | -------- | ----- | -------- | ------------------- |
| 1 | 2023. március 28. | Marvel Stadion, Melbourne, Ausztrália | Ecuador  | 1–0   | 1–2      | Barátságos mérkőzés |

## Sikerei, díjai
Brisbane Roar
- A-League
  - Bajnok (1): 2013–14